# KV-2
Pour les articles homonymes, voir KV2 (homonymie).
 (octobre 2015).
Le KV-2 est un char lourd soviétique de la Seconde Guerre mondiale, membre de la série des chars KV.

## Histoire
Le développement du KV-2 débute en 1939. Le commissaire de la défense Kliment Vorochilov souhaitant avoir un char capable de détruire les fortifications allemandes et de résister aux chars lourds allemands, le KV-2 est développé à partir du KV-1 en janvier 1940. Le KV-1 est alors muni d'un canon M-10 152 mm, intégré à une tourelle beaucoup plus haute, pour former le KV-2, qui sera construit à l'usine Kirov à Léningrad. Ce char lourdement blindé, moins mobile que le KV-1, restait efficace comme appui d'artillerie contre les chars allemands lourds. Lors des premiers jours de l'invasion allemande, un seul de ces KV-2 a pu résister deux jours à plusieurs Panzerjäger I avant d'être détruit par une grenade allemande lancée à la main dans une écoutille. 
Un total de 334 véhicules ont été fabriqués de 1940 à 1941. Les chars KV-2 ont été utilisés en action en 1941, la plupart des véhicules sont perdus la même année.
Les chars capturés par les Allemands furent réutilisés et rebaptisés (Sturm)Panzerkampfwagen KV-II 754(r).

## Faiblesses
Le KV-2 comptait cependant de nombreux points faibles, si son efficacité d'obusier et de soutien d'infanterie étaient très corrects, son poids et sa taille excessive contribuèrent à son abandon de production en série au profit de la série des SU et des ISU en tant qu'obusier.
Son poids de 52,16 tonnes qui privilégiait la tourelle casemate au détriment de la mobilité, doublé d'une taille de 3,25 mètres en font l'un des chars les plus lourds et haut de son époque (1941). Cela conduisait le KV-2 à être très facile à repérer et à toucher si la présence d'armes antichar capable de le percer était présente tel le Flak 18. 
Le KV-2 devait donc être restreint à une zone plutôt urbaine où à faible visibilité et éviter les terrains dégagés comme les plaines. Il devait aussi bénéficier d'un apport logistique tout particulier à cause du faible nombre d'obus pouvant être transportés à bord. 

## Équipements et pièces

### Informations générales
- Pays : URSS
- Date de fabrication : 1940/1941
- Poids : 52 t
- Équipage : Six membres : un commandant, un opérateur radio, un pilote, deux chargeurs, un tireur
- Blindage de la caisse : 75/75/70 mm

### Motorisation
- Moteur : V12 Diesel V-2K (600 ch)
- Vitesse maximale du véhicule : 28-25 km/h

### Armement et tourelle
- Tourelle : MT-1

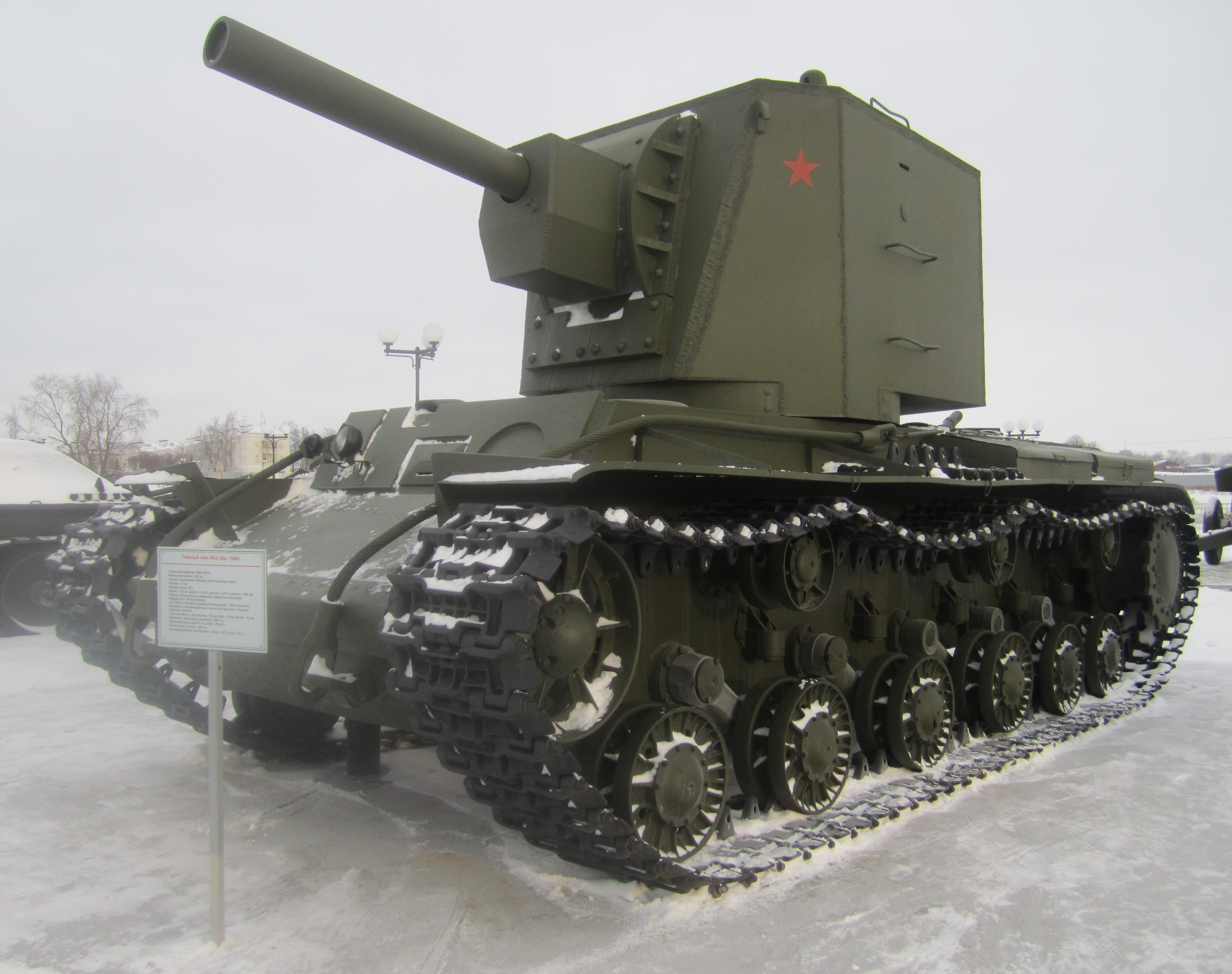
KV-2 exposé au à Verkhniaïa Pychma, par temps de neige.

- Blindage de la tourelle : 75/75/75 mm
- Canon : obusier de 152 mm M1909/30 (en) puis M-10 M1938
- Cadence de tir : environ 2,5 tirs par minute
- Capacité de munitions :  36 obus

### Radio

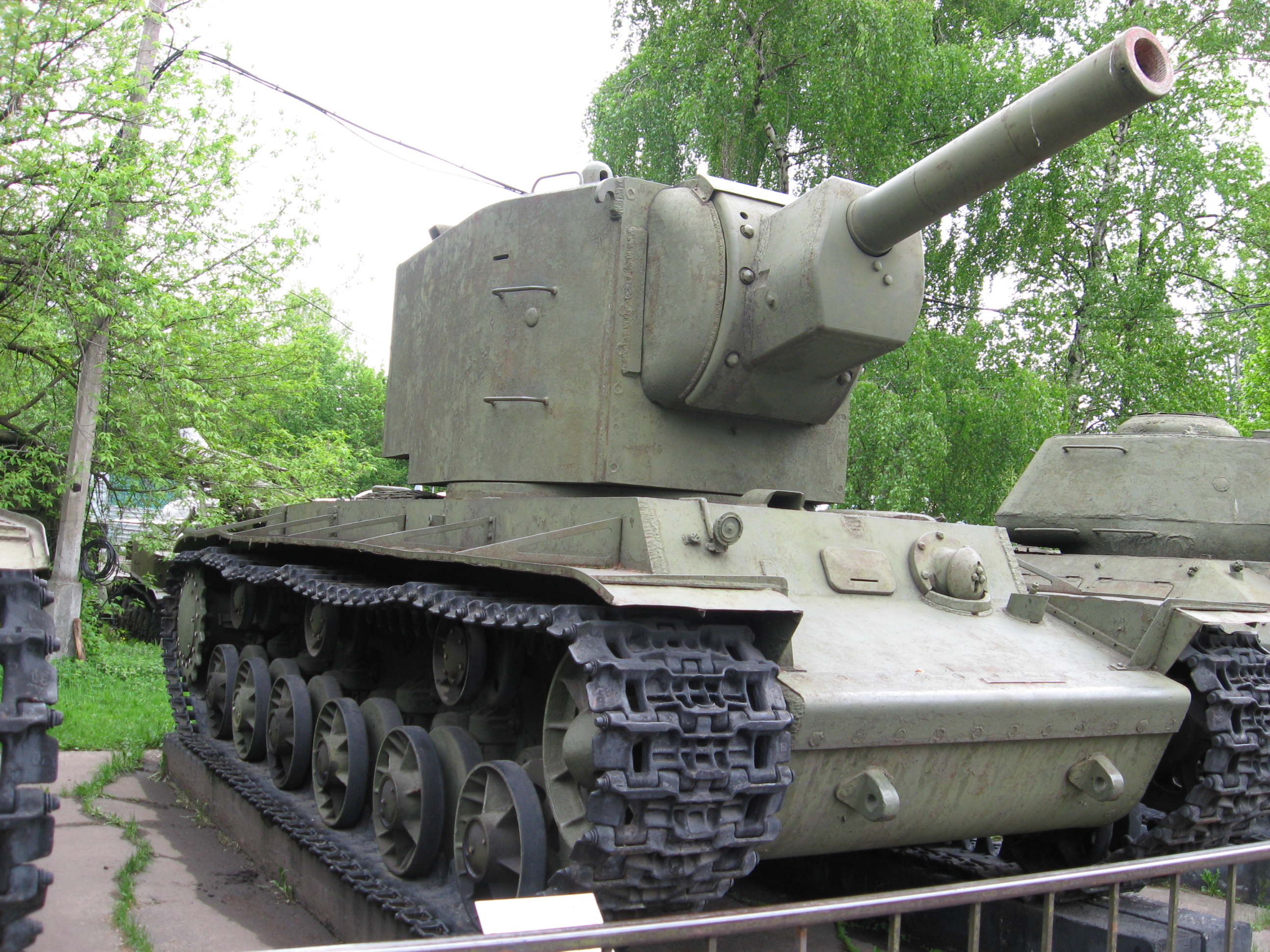
Un KV-2 exposé au à Moscou, le modèle de tourelle fini.

- Radio : 10R ou 10 RK
- Portée : 360 m ou 440 m